# CIM-10 ボマーク
| IM-99 CIM-10 Bomarc | IM-99 CIM-10 Bomarc                                            |
| ------------------- | -------------------------------------------------------------- |
|                     |                                                                |
| 概要                |                                                                |
| 用途                | 長距離制空/戦略爆撃機迎撃                                      |
| 初飛行              | 1952年9月10日                                                  |
| 実戦配備            | 1959年                                                         |
| 製造者              | ボーイング                                                     |
| 諸元                |                                                                |
| 全長                | 14.2 m                                                         |
| 翼幅                | 5.54 m                                                         |
| 直径                | 0.89 m                                                         |
| 重量                | 7,020 kg                                                       |
| 弾頭                | 1,000 kgのTNT (IM-99) 若しくは 核出力10 ktのW40核弾頭 (CIM-10) |
| 推進装置            |                                                                |
| 液体ロケット        | - 1段目 : LR59-AJ-13 - 2段目 : RJ43-MA-3ラムジェットエンジン×2 |
| 推力                | - 1段目 : 156 kN - 2段目 : 051 kN×2                            |
| 性能                |                                                                |
| 最大速度            | M2.8                                                           |
| 射程                | 約700 km                                                       |
| 実用上昇限度        | 20,000 m                                                       |

CIM-10 ボマーク (CIM-10 BOMARC) は、アメリカ空軍がソ連の爆撃機を迎撃するために開発した、長距離地対空ミサイルである。
正式名称は F-99、IM-69、IM-99、CIM-10 と多数存在し、導入当初は F-99 であった。戦闘機を表す “F” がつけられているのは、配備当時、無人戦闘機として配備されたためで、当時の米空軍はボマークを「最初の無人戦闘機」と喧伝した。

## 歴史
ボマークの開発は1946年に陸軍航空省における、対大型爆撃機のミサイル研究開発の分野からスタートした。3年後の1949年にボーイング社に長距離地対空ミサイルの開発契約が与えられ、1951年に F-99 という名前がつけられた。射程が長いためカナダの CF-105 アロー など周辺諸国の迎撃戦闘機の開発を中止に追い込むなど、各国に与えた技術的影響も大きかった。
初飛行は翌1952年9月10日である。ボマークは、ケープカナベラル宇宙軍施設から打ち上げが行われ、初飛行から1959年4月21日まで63回の発射試験が行われた。しかし、戦闘機としての分類は不可能と考えたのか、空軍はのちに通常弾頭型を IM-99、核弾頭型を CIM-10 と改名した。

## 性能面
発射は垂直発射台（若しくは発射台を垂直に立てて）から発射させる。まず液体燃料ロケットのブースターによって超音速域まで加速し、十分に加速した時点でラムジェットエンジンに切り替えて飛翔する。SAGEによって中間誘導され、目標まで10海里でミサイル内蔵のAN/DPN-34 レーダーを作動させ、後はアクティブ・レーダー・ホーミングで目標に向かう。射程は約400キロメートルとされ、前記した通り周辺諸国の迎撃戦闘機の開発を中止に追い込んだりした。
弾頭は1000ポンドのTNT (IM-99) もしくは核出力10キロトンの核弾頭 (CIM-10) を装備する。
アメリカ空軍では1959年から1972年にかけて部隊配備された。カナダ空軍でも運用され、1962年から1972年まで配備されていた。

## 派生型
後に CIM-10B という発展型が登場した。これは、一段目のエンジンを固体燃料ロケットにした事で、液体燃料ロケットに必要な発射前の燃料注入が不必要になり、即応性が格段に向上した。また、これによって最高速度がM3、最高実用高度も高度3万メートルまで引き上げられた。
また、CQM-10 という標的機（デコイ）も登場している。

## 作戦部隊

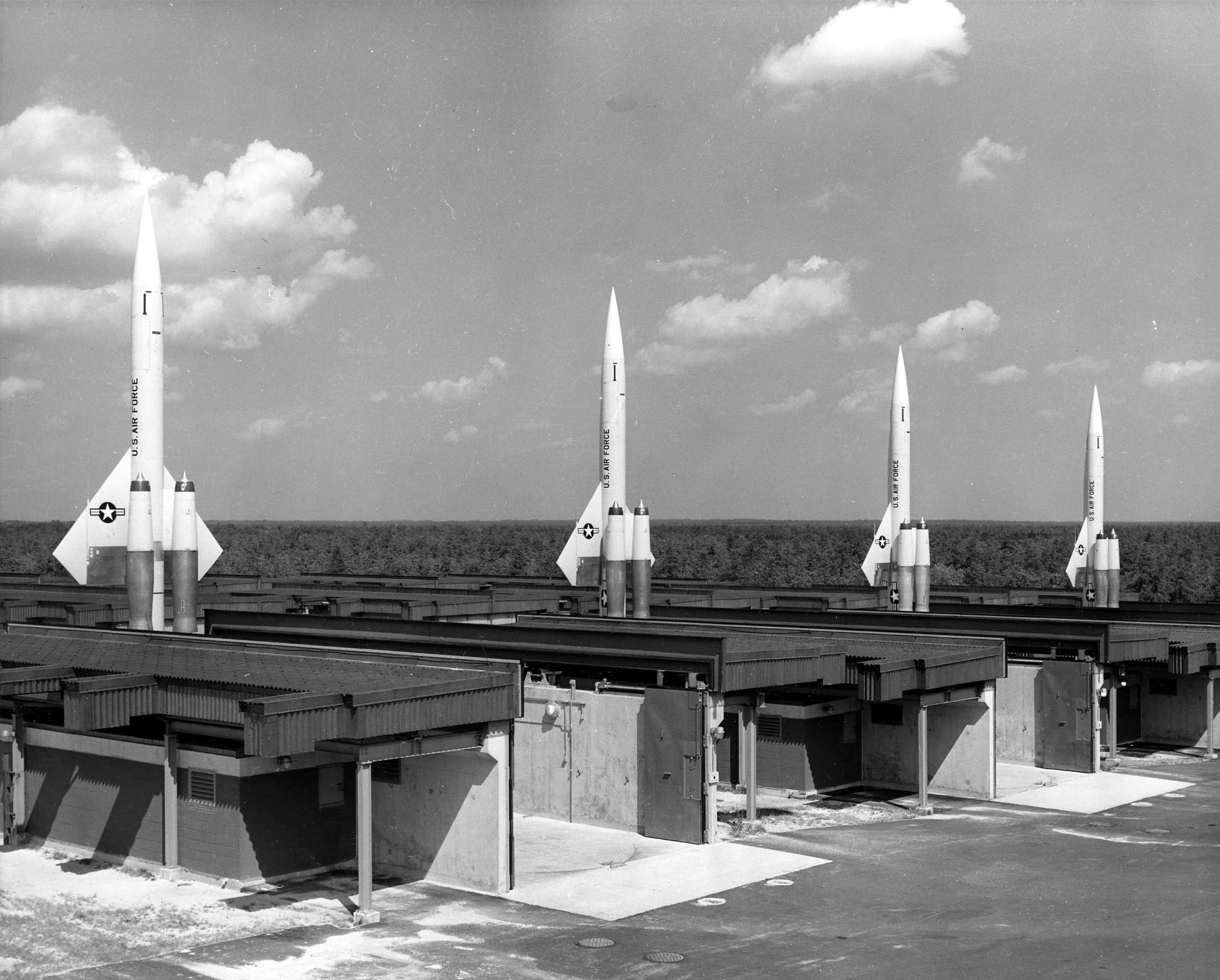
1960年1月、ニュージャージー州のボマーク・サイト No.1

運用されていたIM-99Aミサイルは、「棺桶」と呼ばれる準強化型シェルターに水平に配置されていた。発射命令後、シェルターの屋根がスライドして開き、ミサイルが垂直方向に持ち上げられる。ミサイルにブースターロケットの燃料が供給された後、エアロジェットジェネラルLR59-AJ-13ブースターによって発射される。十分な速度に達した後、マルカートRJ43-MA-3ラムジェットが点火し、高度66,000 ft (20,000 m)で巡航速度マッハ2.8まで推進する。
ボマークが目標から10 mi (16 km) 以内に入ると、独自のウェスティングハウスAN/DPN-34レーダーがミサイルを迎撃ポイントに誘導した。IM-99Aの最大射程は250 mi (400 km)で、通常の高爆発性弾頭または10ktのW-40核分裂弾頭のいずれかのどちらかを搭載していた。
ボマークは、敵の爆撃機を探知、追跡、迎撃するためにNORADが使用する自動制御システムである半自動式防空管制組織(SAGE)に依存していた。SAGEは、遠隔地の個々の発射シェルターに常に戦闘準備の整った状態で収容されていたボマークミサイルの遠隔発射を可能にした。最盛期には、アメリカに14ヶ所、カナダに2ヶ所のボマーク・サイトが設置されていた。